# 11365 NASA
11365 NASA (1998 FK126) là một tiểu hành tinh vành đai chính được phát hiện ngày 23 tháng 3 năm 1998 bởi J. Broughton ở Reedy Creek Observatory.